# 中川智正
中川智正（1962年10月25日—2018年7月6日）是一位于岡山縣出生的死刑犯，原奥姆真理教教徒。聖名為瓦兹拉·蒂萨（日语：ヴァジラ・ティッサ）。
2018日7月6日，在广岛拘留所被执行死刑。